# Ras ibne Hani
'Ras ibne Hani '(em árabe: رأس ابن هاني) é um pequeno cabo situado 8 km a norte de Lataquia, na Síria, sobre o mar Mediterrâneo. É um importante sítio arqueológico e foi ocupado quase continuamente desde finais da Idade do Bronze até aos tempos do Império Bizantino. Hoje o local faz parte da chamada Costa Azul da Síria.